# Скомпе (гмина)
Скомпе (пол. Skąpe) — сельская гмина (волость) в Польше, входит как административная единица в Свебодзинский повет, Любушское воеводство. Население — 5511 человек (на 2004 год).

## Сельские округа
1. Блоне
2. Цибуж
3. Дарнава
4. Калиново
5. Лонке
6. Мендзылесе
7. Некажин
8. Несулице
9. Олобок
10. Палцк
11. Подла-Гура
12. Радошин
13. Рокитница
14. Скомпе
15. Венгжинице
16. Завише
17. Чомбры
18. Калишковице
19. Пшеточница
20. Пшеточницки-Млын

## Соседние гмины
1. Гмина Бытница
2. Гмина Червеньск
3. Гмина Любжа
4. Гмина Лагув
5. Гмина Сулехув
6. Гмина Свебодзин